# Казанско метро
Казанско метро, или Казански метрополитен (на руски: Казанский метрополитен; на татарски: Казан метрополитены или Qazan Metropolitenı), се нарича метросистемата в град Казан, столицата на Република Татарстан от Руската федерация.
То е първото метро, изградено в Русия след разпадането на СССР. Открито е на 27 август 2005 г., по случай хилядолетието от основаването на града. Единствената линия на метрото е дълга 15,8 км и има 11 станции.

## История
Първите проекти за изграждане на метро датират от 1930-те години. Избухването на Втората световна война обаче попречва на реализацията им. За тях си спомнят едва през 1960-те години, когато започва масовото строителство на жилищни комплекси. През 1979 г. в Казан се ражда милионният жител и в съответствие със съветската доктрина да се изграждат метрополитени в градовете-милионници Татарската АССР започва да полага усилия за включване в списъка на метропроектите.
Действителната подготовка за строителството обаче започва едва през 1983 г. Маршрутът на Първата линия оттогава остава неизменен: да свърже югоизточните спални райони със северната промишлена зона на града, преминавайки през не по-малко населените Московски и Авиостроителен райони.
През 1988 г. започват първите строителни дейности. След политическите промени от 1991 г. обаче за строителството на метрополитена просто забравят. През 1995 г. Правителството на РФ изготвя списък на градовете, в които ще се изгражда метро. Казан не фигурира в този списък.

## Строителство
Правителството на Татарстан и кметството на Казан се обръщат в Москва с молба градът да бъде включен в приоритетния списък. През 1996 г. президентът Елцин подписва решение за строителството на Казанския метрополитен и финансирането е осигурено от следващата 1997 г.
Строителството започва на 27 август 1997 г. То се извършва по Московския метод: тунелите се изграждат с помощта на щитове, а станциите – по открития способ. В периода 2003 – 2005 г. в прокопаването на тунелите се използват едновременно 8 тунелопробивни комплекса (щитове). Строежът се изпълнява от градския метрострой „Казметрострой“, а проектирането се извършва от проектантски институт „Казгражданпроект“ от Казахстан, като за подизпълнител е привлечен петербургският „Ленметрогипротранс“.
Казанският метрополитен е тържествено открит на 27 август 2005 г. от президентите на Руската федерация – Владимир Путин, на Република Татарстан – Минтимер Шаймиев, и на Казахстан – Нурсултан Назарбаев. 2 часа след официалната церемония метрото е отворено за гражданите.
Експлоатационната дължина на първата линия е 15,8 км. На нея са разположени 10 станции. Изградено е и депото, както и инженерен корпус. Станциите са оборудвани с асансьори за инвалиди и трудноподвижни граждани. Максималната дълбочина е 32 метра, а в повечето участъци от 12 до 16 м.
Продължителността на пътуване е около 24 минути, а влаковете се движат на интервали от по 7 минути. Метрото работи от 6:00 ч. до 23:00 ч. Съобщенията във влаковете се произнасят на руски и на татарски език. Предприятието, обслужващо метрото, се нарича „Метроелектротранс“ (което включва в себе си бившето МУП „Казанский метрополитен“)

## Метростанции

### Централна линия
- „Авиостроителна“ (на руски: Авиастроителная); на татарски: Авиатөзелеш), открита на 9 май 2013 г.
- „Яшлек“ – (на руски: Яшьлек; на татарски: Яшьлек), открита на 9 май 2013 г.
- „Северна гара“ – (на руски: Северный вокзал); на татарски: Төньяк Вокзал), открита на 9 май 2013 г.
- „Козя паланка“ (на руски: Козья слобода (ист. название); на татарски: Кәҗә бистәсе), открита на 30 декември 2010 г.
- „Кремъл“ (на руски: Кремлёвская; на татарски: Кремль)
- „Площад Габдулла Тукай“ (на руски: Площадь Габдуллы Тукая; на татарски: Габдулла Тукай мәйданы)
- „Паланка за сукно“ (на руски: Суконная Слобода (ист.название); на татарски: Сукно бистәсе)
- „Аметиево“ (на руски: Аметьево; на татарски: Әмәт)
- „Горки“ (на руски: Горки; на татарски: Горки)
- „Проспект на победата“ (на руски: Проспект победы; на татарски: Җиңү проспекты), открита на 29 декември 2008 г.
- „Дубравная“ (на руски: Дубравная; на татарски: Дубравная), открита на 30 август 2018 г.

### Гарова линия(в проект)
- „Главный вокзал“
- „Татарстан“
- „Площадь Тукая“
- „Пушкина“
- „Парк культуры“
- „Достоевского“
- „Конно-спортивный парк“
- „Азино-1“
- „Азино-2“

### Приволжко-савиновска линия(в проект)
- „Серова“
- „Московская“
- „Парк Победы“
- „Ямашева“
- „Чистопольская“
- „Парк культуры“
- „Суконная слобода“
- „Железнодорожная“
- „Техническая“
- „Фрезерная“
- „Борисково“

## Метросъстави
В Казанския метрополитен се използват метровагони 81-55х.3 „Казан“, произведени във „ВагонМаш“ в Санкт Петербург съвместно с Škoda Dopravní technika (Пилзен, Чехия). Подвижният състав се задвижва от асинхронни двигатели. Съставите се състоят от 4 вагона: 2 челни и 2 междинни. Вместимостта е 250 души. Закупени са 5 състава, но в движение (към 2010 г.) са само 4. Състав е изваден от движение и се намира в разглобено състояние постоянно в депото, възстановен е напълно и отново пуснат в експлоатация през ноември 2011 г.
В края на 2010 г. Казанският метрополитен поръчва от „Метровагонмаш“, Митишчи 3 състава от модела „Русич“, на линия от 2011 г. (модификация 81 – 740.4/741.4) в разцветката на използваните в Московското метро. Още 6 състава „Русич“ влизат в експлоатация през 2012 – 2013 г. През първите месеци на 2011 г. съставите постъпват в Казанското метро и постепенно влизат в експлоатация.

## Галерия
- Вход към метростанция
- Инженерният корпус
- Станция Кремльовская
- Станция Площад Тукай
- Станция Суконная Слобода
- Станция Аметьево
- Станция Горки
- Станция Аметьево отвън